# L'Œil du Malin
L'oeil du malin és una pel·lícula dirigida per Claude Chabrol el 1962.

## Argument
El periodista Albin Mercier és enviat al sud d'Alemanya per a fer-hi un reportatge. Coneix el novel·lista Andréas Hartmann i la dona d'aquest, Hélène. Descobrirà llavors que Hélène enganya el seu marit. La farà cantar esperant obtenir així els seus favors...

## Repartiment
- Jacques Charrier, Albin Mercier
- Walter Reyer, Andréas Hartmann
- Stéphane Audran, Hélène
- Daniel Boulanger, el comissari

## Anècdotes
La major part de la història es desenvolupa a Baviera i a Múnic.